# یان کوخ
یان کوخ (انگلیسی: Jan Koch؛ زادهٔ ۴ نوامبر ۱۹۹۵) بازیکن فوتبال اهل آلمان است.
از باشگاه‌هایی که در آن بازی کرده‌است می‌توان به باشگاه فوتبال نورنبرگ، باشگاه فوتبال کمنیتس، و باشگاه فوتبال ملادا بولسلاف اشاره کرد.